# Ulica Droga do Olczy w Zakopanem
Ulica Droga do Olczy – najdłuższa ulica Zakopanego, położona we wschodniej części miasta.

## Przebieg
Ulica zaczyna się odchodząc od ul. J.Kasprowicza. Następnie biegnie w kierunku południowym przez osiedla Olczy. Po minięciu Mrowców skręca na południowy zachód w stronę Pardałówki. Następnie biegnie jej wschodnią granicą. Ulica Droga do Olczy kończy się wlotem w ciąg Droga na Bystre - Oswalda Balzera.

## Historia
Ulica istniała już w średniowieczu. Była traktem prowadzącym przez góralskie osady. W miarę włączanie kolejnych wsi do Zakopanego ulica nabierała miejskiego charakteru (asfaltowa nawierzchnia, oświetlenie). W południowej części ulicy powstały kilkupiętrowe budynki usługowe.

## Otoczenie
Ulicę otaczają olczyskie osiedla. Nieopodal ulicy płynie Olczyski Potok.

## Zabudowa
Zabudowę ulicy stanowią głównie współczesne domy jednorodzinne. Spośród zabudowy wyraźnie wyróżnia się Sanktuarium Matki Bożej Objawiającej Cudowny Medalik. W południowej części ulicy stoją nieliczne kilkupiętrowe budynki usługowe.